# Galena (Alasca)
Galena é uma cidade localizada no estado americano de Alasca, no Distrito de Yukon-Koyukuk.

## Demografia
Segundo o censo americano de 2000, a sua população era de 675 habitantes.
Em 2006, foi estimada uma população de 612, um decréscimo de 63 (-9.3%).

## Geografia
De acordo com o United States Census Bureau, a localidade tem uma área de 62,1 km², dos quais 46,3 km² cobertos por terra e 15,8 km² cobertos por água.

## Localidades na vizinhança
O diagrama seguinte representa as localidades num raio de 104 km ao redor de Galena.